# 500 kilomètres de Pergusa FIA GT 2002
Les 500 kilomètres de Pergusa 2002 FIA GT, disputées le 22 septembre 2002 sur le circuit d'Enna-Pergusa, sont la huitième manche du championnat FIA GT 2002.

## Course

### Classement de la course
Classement à l'issue de la course (vainqueurs de catégorie en gras), :
| Pos.   | Catégorie | N° | Écurie                           | Pilotes                                            | Châssis                   | Pneus | Tours |
| Pos.   | Catégorie | N° | Écurie                           | Pilotes                                            | Moteur                    | Pneus | Tours |
| ------ | --------- | -- | -------------------------------- | -------------------------------------------------- | ------------------------- | ----- | ----- |
| 1      | GT        | 14 | Lister Storm Racing              | Jamie Campbell-Walter Nicolaus Springer            | Lister Storm              | D     | 101   |
| 1      | GT        | 14 | Lister Storm Racing              | Jamie Campbell-Walter Nicolaus Springer            | Jaguar 7.0L V12           | D     | 101   |
| 2      | GT        | 4  | Team Carsport Holland Racing Box | Fabrizio Gollin Luca Cappellari                    | Chrysler Viper GTS-R      | P     | 101   |
| 2      | GT        | 4  | Team Carsport Holland Racing Box | Fabrizio Gollin Luca Cappellari                    | Chrysler 8.0L V10         | P     | 101   |
| 3      | GT        | 12 | Paul Belmondo Racing             | Fabio Babini Marc Duez                             | Chrysler Viper GTS-R      | P     | 101   |
| 3      | GT        | 12 | Paul Belmondo Racing             | Fabio Babini Marc Duez                             | Chrysler 8.0L V10         | P     | 101   |
| 4      | GT        | 11 | Paul Belmondo Racing             | Paul Belmondo Boris Derichebourg                   | Chrysler Viper GTS-R      | P     | 101   |
| 4      | GT        | 11 | Paul Belmondo Racing             | Paul Belmondo Boris Derichebourg                   | Chrysler 8.0L V10         | P     | 101   |
| 5      | GT        | 1  | Larbre Compétition CHéreau       | Christophe Bouchut David Terrien                   | Chrysler Viper GTS-R      | M     | 100   |
| 5      | GT        | 1  | Larbre Compétition CHéreau       | Christophe Bouchut David Terrien                   | Chrysler 8.0L V10         | M     | 100   |
| 6      | GT        | 3  | Team Carsport Holland Racing Box | Mike Hezemans Anthony Kumpen                       | Chrysler Viper GTS-R      | P     | 99    |
| 6      | GT        | 3  | Team Carsport Holland Racing Box | Mike Hezemans Anthony Kumpen                       | Chrysler 8.0L V10         | P     | 99    |
| 7      | GT        | 15 | Lister Storm Racing              | Bobby Verdon-Roe (en) Miguel Ángel de Castro       | Lister Storm              | D     | 99    |
| 7      | GT        | 15 | Lister Storm Racing              | Bobby Verdon-Roe (en) Miguel Ángel de Castro       | Jaguar 7.0L V12           | D     | 99    |
| 8      | N-GT      | 54 | Freisinger Motorsport            | Marc Lieb Stéphane Ortelli                         | Porsche 911 GT3-RS        | D     | 99    |
| 8      | N-GT      | 54 | Freisinger Motorsport            | Marc Lieb Stéphane Ortelli                         | Porsche 3.6L Flat-6       | D     | 99    |
| 9      | N-GT      | 55 | Freisinger Motorsport            | Stéphane Daoudi Cyrille Sauvage                    | Porsche 911 GT3-RS        | D     | 99    |
| 9      | N-GT      | 55 | Freisinger Motorsport            | Stéphane Daoudi Cyrille Sauvage                    | Porsche 3.6L Flat-6       | D     | 99    |
| 10     | N-GT      | 51 | JMB Racing                       | Andrea Montermini Iradj Alexander                  | Ferrari 360 Modena N-GT   | P     | 98    |
| 10     | N-GT      | 51 | JMB Racing                       | Andrea Montermini Iradj Alexander                  | Ferrari 3.6L V8           | P     | 98    |
| 11     | N-GT      | 50 | JMB Racing                       | Christian Pescatori Andrea Bertolini               | Ferrari 360 Modena N-GT   | P     | 98    |
| 11     | N-GT      | 50 | JMB Racing                       | Christian Pescatori Andrea Bertolini               | Ferrari 3.6L V8           | P     | 98    |
| 12     | GT        | 2  | Larbre Compétition Chéreau       | Vincent Vosse Carl Rosenblad                       | Chrysler Viper GTS-R      | M     | 97    |
| 12     | GT        | 2  | Larbre Compétition Chéreau       | Vincent Vosse Carl Rosenblad                       | Chrysler 8.0L V10         | M     | 97    |
| 13     | N-GT      | 76 | RWS Motorsport                   | Horst Flbermayr, Jr. Antonio García                | Porsche 911 GT3-R         | P     | 97    |
| 13     | N-GT      | 76 | RWS Motorsport                   | Horst Flbermayr, Jr. Antonio García                | Porsche 3.6L Flat-6       | P     | 97    |
| 14     | N-GT      | 62 | Cirtek Motorsport                | Moreno Soli Adam Jones                             | Porsche 911 GT3-RS        | D     | 96    |
| 14     | N-GT      | 62 | Cirtek Motorsport                | Moreno Soli Adam Jones                             | Porsche 3.6L Flat-6       | D     | 96    |
| 15     | N-GT      | 70 | MAC Racing Scuderia Veregra      | Domenico Guagliardo Giovanni Ceraulo               | Porsche 911 GT3-R         | D     | 95    |
| 15     | N-GT      | 70 | MAC Racing Scuderia Veregra      | Domenico Guagliardo Giovanni Ceraulo               | Porsche 3.6L Flat-6       | D     | 95    |
| 16     | N-GT      | 52 | JMB Competition                  | Pietro Gianni Andrea Garbagnati                    | Ferrari 360 Modena N-GT   | P     | 95    |
| 16     | N-GT      | 52 | JMB Competition                  | Pietro Gianni Andrea Garbagnati                    | Ferrari 3.6L V8           | P     | 95    |
| 17     | N-GT      | 53 | JMB Competition                  | Peter Kutemann Batti Pregliasco                    | Ferrari 360 Modena N-GT   | P     | 94    |
| 17     | N-GT      | 53 | JMB Competition                  | Peter Kutemann Batti Pregliasco                    | Ferrari 3.6L V8           | P     | 94    |
| 18     | N-GT      | 77 | RWS Motorsport                   | Alexey Vasilyev Nikolai Fomenko                    | Porsche 911 GT3-R         | P     | 91    |
| 18     | N-GT      | 77 | RWS Motorsport                   | Alexey Vasilyev Nikolai Fomenko                    | Porsche 3.6L Flat-6       | P     | 91    |
| 19     | GT        | 22 | BMS Scuderia Italia              | Jean-Marc Gounon Enzo Calderari Lilian Bryner      | Ferrari 550-GTS Maranello | M     | 84    |
| 19     | GT        | 22 | BMS Scuderia Italia              | Jean-Marc Gounon Enzo Calderari Lilian Bryner      | Ferrari 5.9L V12          | M     | 84    |
| 20     | GT        | 23 | BMS Scuderia Italia              | Andrea Piccini Jean-Denis Delétraz                 | Ferrari 550-GTS Maranello | M     | 81    |
| 20     | GT        | 23 | BMS Scuderia Italia              | Andrea Piccini Jean-Denis Delétraz                 | Ferrari 5.9L V12          | M     | 81    |
| 21     | N-GT      | 84 | Mastercar                        | Franco Bertoli Santi Di Fillipis Carlo Commis      | Ferrari 360 Modena N-GT   | D     | 81    |
| 21     | N-GT      | 84 | Mastercar                        | Franco Bertoli Santi Di Fillipis Carlo Commis      | Ferrari 3.6L V8           | D     | 81    |
| 22 DNF | GT        | 16 | Proton Competition               | Gerold Ried Christian Ried                         | Porsche 911 GT2           | Y     | 40    |
| 22 DNF | GT        | 16 | Proton Competition               | Gerold Ried Christian Ried                         | Porsche 3.8L Turbo Flat-6 | Y     | 40    |
| 23 DNF | N-GT      | 58 | Autorlando Sport                 | Philipp Peter Toto Wolff                           | Porsche 911 GT3-RS        | P     | 34    |
| 23 DNF | N-GT      | 58 | Autorlando Sport                 | Philipp Peter Toto Wolff                           | Porsche 3.6L Flat-6       | P     | 34    |
| 24 DNF | GT        | 31 | Reiter Engineering               | Emmanuel Clérico Oliver Gavin                      | Lamborghini Diablo GTR    | P     | 31    |
| 24 DNF | GT        | 31 | Reiter Engineering               | Emmanuel Clérico Oliver Gavin                      | Lamborghini 6.0L V12      | P     | 31    |
| 25 DNF | GT        | 32 | Dart Racing                      | Luca Riccitelli Dieter Quester                     | Ferrari 550 Maranello     | P     | 22    |
| 25 DNF | GT        | 32 | Dart Racing                      | Luca Riccitelli Dieter Quester                     | Ferrari 6.0L V12          | P     | 22    |
| 26 DNF | N-GT      | 66 | MAC Racing Scuderia Veregra      | Raffaele Sangiuolo Thomas Pichler                  | Porsche 911 GT3-R         | D     | 18    |
| 26 DNF | N-GT      | 66 | MAC Racing Scuderia Veregra      | Raffaele Sangiuolo Thomas Pichler                  | Porsche 3.6L Flat-6       | D     | 18    |
| 27 DNF | N-GT      | 60 | JVG Racing                       | Michele Merendino Francesco Merendino              | Porsche 911 GT3-RS        | P     | 10    |
| 27 DNF | N-GT      | 60 | JVG Racing                       | Michele Merendino Francesco Merendino              | Porsche 3.6L Flat-6       | P     | 10    |
| 28 DNF | GT        | 17 | Proton Competition               | Horst Felbermayr, Sr. Manfred Jurasz Mauro Casadei | Porsche 911 GT2           | Y     | 0     |
| 28 DNF | GT        | 17 | Proton Competition               | Horst Felbermayr, Sr. Manfred Jurasz Mauro Casadei | Porsche 3.8L Turbo Flat-6 | Y     | 0     |